# Dänischer Fußballpokal 1970/71
Der Dänische Fußballpokal 1970/71 war die 17. Austragung des dänischen Pokalwettbewerbs der Männer. Er wurde vom dänischen Fußballverband ausgetragen. Das Finale fand traditionell am Himmelfahrtstag (20. Mai 1971) im Københavns Idrætspark von Kopenhagen statt. Pokalsieger wurde B 1909 Odense, der sich im Finale gegen BK Frem Kopenhagen durchsetzte.
Alle Begegnungen wurden in einem Spiel ausgetragen. Bei unentschiedenem Ausgang wurde zur Ermittlung des Siegers eine Verlängerung gespielt. Stand danach kein Sieger fest, folgte ein Elfmeterschießen. Ab dem Halbfinale wurde bei einem Remis das Spiel wiederholt.

## 1. Runde
Es nahmen 56 Mannschaften von der dritten Klasse abwärts teil.
|                    | Ergebnis              |                          |
| ------------------ | --------------------- | ------------------------ |
| B 1921 Nykøbing    | 1:2                   | BK Rødovre               |
| Bramming BK        | 5:2                   | Vejgaard BSK             |
| Frederiksberg BK   | 1:6                   | Ballerup IF              |
| BK Frem Sakskøbing | 1:6                   | Taastrup FC              |
| Holstebro BK       | 5:1                   | Skive IK                 |
| Husum BK           | 5:2                   | Borup IF                 |
| Hørby IF           | 2:0                   | Sebber IF                |
| Glostrup IF 32     | 3:1                   | Gørlev IF                |
| Jægersborg BK      | 0:3                   | Toksværd Olstrup Fodbold |
| KFUM Kopenhagen    | 1:2                   | B.93 Kopenhagen          |
| Lyngby BK          | 5:2                   | Rønne IK                 |
| Nakskov BK         | 0:2                   | Hellerup IK              |
| Nørre Broby BK     | 0:5                   | IF AIA-Tranbjerg         |
| Nyborg G&IF        | 7:2                   | Frem Hellebæk            |
| Odense KFUM        | 1:0                   | Esbjerg ØB               |
| Otterup B&IK       | 0:3                   | Herning Fremad           |
| Roskilde BK        | 4:5 n. V.             | Store Merløse IF         |
| Silkeborg IF       | 5:2                   | Højslev Station IF       |
| Slagelse B&I       | 3:0                   | Politiets IF             |
| BK Stefan          | 2:4                   | Herfølge BK              |
| Tønder SF          | 2:0                   | Gråsten BK               |
| Vejen SF           | 3:0                   | Nørre Aaby IK            |
| Vejlby-Risskov IK  | 3:0                   | Assens FC                |
| Viborg FF          | 1:0                   | Svendborg fB             |
| Viby IF            | 6:1                   | Dalum IF                 |
| Vordingborg IF     | 0:6                   | Søllerød BK              |
| Aabenraa BK        | 1:1 n. V. (3:4 i. E.) | Frederikshavn fI         |
| Aars IK            | 0:2                   | IK Skovbakken            |

## 2. Runde
Teilnehmer waren die 28 Sieger der ersten Runde und die zwölf Vereine aus der 2. Division 1970.
|                          | Ergebnis              |                  |
| ------------------------ | --------------------- | ---------------- |
| Bramming BK              | 3:6 n. V.             | IF AIA-Tranbjerg |
| IF Fuglebakken           | 6:3                   | Husum BK         |
| Herfølge BK              | 3:2                   | BK Rødovre       |
| Herning Fremad           | 2:3                   | Odense BK        |
| Hellerup IK              | 1:2                   | Lyngby BK        |
| Holbæk B&I               | 4:1                   | Fremad Amager    |
| Holstebro BK             | 4:4 n. V. (3:4 i. E.) | B.93 Kopenhagen  |
| Glostrup IF 32           | 2:2 n. V. (3:4 i. E.) | Silkeborg IF     |
| Ikast FS                 | 2:1                   | Store Merløse IF |
| Kolding IF               | 4:3                   | Hørby IF         |
| Nyborg G&IF              | 0:0 n. V. (4:3 i. E.) | Esbjerg fB       |
| Slagelse B&I             | 1:2                   | Odense KFUM      |
| Søllerød BK              | 1:3                   | Køge BK          |
| Toksværd Olstrup Fodbold | 2:4 n. V.             | IK Skovbakken    |
| Tønder SF                | 2:8                   | Frederikshavn fI |
| Vanløse IF               | 3:2 n. V.             | Næstved IF       |
| Vejen SF                 | 4:2                   | Taastrup FC      |
| Vejlby-Risskov IK        | 0:2                   | B 1909 Odense    |
| Viborg FF                | 3:5                   | Ballerup IF      |
| Viby IF                  | 1:2                   | Aarhus GF        |

## 3. Runde
Teilnehmer: Die 20 Sieger der zweiten Runde und die zwölf Vereine aus der 1. Division 1970.
|                      | Ergebnis              |                    |
| -------------------- | --------------------- | ------------------ |
| B 1901 Nykøbing      | 1:0                   | IF AIA-Tranbjerg   |
| B 1903 Kopenhagen    | 4:2                   | IK Skovbakken      |
| B 1909 Odense        | 3:2                   | Odense BK          |
| B 1913 Odense        | 2:0                   | Herfølge BK        |
| B.93 Kopenhagen      | 2:0                   | Ballerup IF        |
| IF Fuglebakken       | 1:5                   | BK Frem Kopenhagen |
| Hvidovre IF          | 0:1                   | Vejen SF           |
| Kjøbenhavns Boldklub | 2:3                   | Frederikshavn fI   |
| Køge BK              | 2:1                   | Ikast FS           |
| Lyngby BK            | 2:2 n. V. (4:2 i. E.) | Brønshøj BK        |
| Nyborg G&IF          | 0:1 n. V.             | Kolding IF         |
| Odense KFUM          | 1:3 n. V.             | Aarhus GF          |
| Randers SK Freja     | 4:0                   | AB Gladsaxe        |
| Vanløse IF           | 2:3                   | Silkeborg IF       |
| Vejle BK             | 4:0                   | Horsens fS         |
| Aalborg BK           | 0:4                   | Holbæk B&I         |

## 4. Runde
Teilnehmer: Die 16 Sieger der dritten Runde.
|                    | Ergebnis              |                   |
| ------------------ | --------------------- | ----------------- |
| B 1901 Nykøbing    | 0:0 n. V. (6:5 i. E.) | Vejle BK          |
| B 1909 Odense      | 3:0                   | Aarhus GF         |
| B 1913 Odense      | 5:1                   | Kolding IF        |
| BK Frem Kopenhagen | 3:3 n. V. (4:3 i. E.) | Lyngby BK         |
| Holbæk B&I         | 1:0                   | Frederikshavn fI  |
| Køge BK            | 4:0                   | B.93 Kopenhagen   |
| Silkeborg IF       | 3:2 n. V.             | Randers SK Freja  |
| Vejen SF           | 0:1                   | B 1903 Kopenhagen |

## Viertelfinale
|                   | Ergebnis  |                    |
| ----------------- | --------- | ------------------ |
| B 1901 Nykøbing   | 3:4 n. V. | B 1909 Odense      |
| B 1903 Kopenhagen | 4:1       | Silkeborg IF       |
| B 1913 Odense     | 0:3       | BK Frem Kopenhagen |
| Køge BK           | 5:4 n. V. | Holbæk B&I         |

## Halbfinale
|                    | Ergebnis |                   |
| ------------------ | -------- | ----------------- |
| B 1909 Odense      | 1:0      | B 1903 Kopenhagen |
| BK Frem Kopenhagen | 3:0      | Køge BK           |

## Finale
| Paarung            | B 1909 Odense – BK Frem Kopenhagen |
| Ergebnis           | 1:0 (0:0) |
| Datum              | 20. Mai 1971 |
| Stadion            | Københavns Idrætspark, Kopenhagen |
| Zuschauer          | 23.700 |
| Schiedsrichter     | Kaj Sørensen |
| Tore               | 1:0 Bent Outzen (89.) |
| B 1909 Odense      | Bent Hansen – Bjarne Nielsen, Mogens Berg, Jens Andersen, Viggo Jensen – Bent Outzen, Walther Richter, Niels Thorn – Hugo Andersen, Mogens Haastrup, Arno Hansen (67. Niels Sørensen) Cheftrainer: Jim Magill ( Nordirland)    |
| BK Frem Kopenhagen | Valdemar Hansen – Finn Hansen, Bent Hougaard, Finn Bøje, Flemming Ahlberg – Preben Ulriksen, Dennis Nielsen, Jørn Jeppesen – Freddy Larsson (65. Lauritz Madsen), Jan Poulsen, Leif Printzlau Cheftrainer: John Friberg Kramer |